# Waldsieversdorf
Waldsieversdorf ist eine amtsangehörige Gemeinde im Landkreis Märkisch-Oderland in Brandenburg.

## Geografie
Der Ort liegt inmitten des Naturparks Märkische Schweiz ca. 2 km von Buckow (Märkische Schweiz) entfernt. Waldsieversdorf ist aufgrund seiner wald- und seenreichen Gegend ein beliebtes Ausflugsziel und ein staatlich anerkannter Erholungsort. Am Ortsrand liegt der Große Däbersee, der zum Baden, Angeln und für Fahrten mit dem Ruderboot genutzt wird. Der Ort wird vom Stobber durchflossen.

## Gemeindegliederung
Zur Gemeinde gehört der Wohnplatz Moorhof.

## Geschichte

### Frühzeit
Das Gebiet der Märkischen Schweiz war schon in der Bronzezeit von Germanen aus der Jastorf-Kultur besiedelt, die im 5. Jahrhundert abwanderten. Bei Ausgrabungen fand man ein Schaftrillenbeil mit einem Gewicht von rund 5 kg auf einem Acker am Geschehof sowie ein weiteres Steinbeil im Baugrund eines Hauses in der Kolonie, die in die Zeit von 2000 bis 1700 v. Chr. datiert werden konnten. Vom 7. bis 9. Jahrhundert bestand hier eine Volksburg („Schwedenschanze“) der seit Ende des 6. Jahrhunderts ansässigen Slawen. Dort wurden mehrere Mahlsteine, aus Knochen hergestellte Ahlen, eine eiserne Sichel sowie Keramikreste gefunden. Mit Hilfe von Scherben aus dem Kleinen Däbersee konnten Gefäße der Siedlung nachgebildet werden. Neben der Volksburg muss jedoch auch die Umgebung bereits besiedelt gewesen sein, was durch den Fund einer Handmühle aus Granit bei einer Aufgrabung eines Herrenhauses nachgewiesen werden konnte.

### 13. bis 16. Jahrhundert
1253 wurden villam Sifiridisdorp und Buckow in einer Übereignungsurkunde des Erzbischofs von Magdeburg erstmals erwähnt. Mit der auf den 18. April 1253 datierten Urkunde erhielt das Kloster Zinna mehrere Orte als Ersatz für Müncheberg, welches die Zisterzienser abgeben mussten. 1348 erhielt die Siedlung auf Geheiß von Ludwig VI. den Anschluss an die Verbindung von Seelow nach Berlin. Aus Bodenfunden konnte zwischenzeitlich nachgewiesen werden, dass sich die Siedlung von der Ebene südlich des Stöbbers bis zum späteren Herrenhaus an der Eberswalder Chaussee ausdehnte. 1405 gelangte sie in den Besitz eines Poppo von Holzendorf, der es 1416 an Kuno von Ziegesar verkaufte. Am 17. April 1432 wurde der Ort von den Hussiten auf ihrem Zug nach Bernau niedergebrannt. Fünf Jahre später erwähnte eine weitere Urkunde erstmals die Priestermühle („Syferstorffsche mole gnannt, an der Stobberow gelegin“). Ihr Name leitet sich von zwei ehemaligen Predigern Willichus und Jüterbock ab, welche die Mühle einst besaßen. Am 24. Juni 1463 erfolgte eine Beleihung von „Seuerstorf“ von Friedrich II. an die Ehefrau des Jost von Ziegesar. 1534 errichtete Wolff v. Kloster unterhalb der Priestermühle eine Schneidemühle. Seine Witwe, Elisabeth von Bardeleben richtete sich dort 1595 ein Wittum ein.

### 17. und 18. Jahrhundert
1624 gelangte die „Wüste Sieversdorf“ in den Besitz des Kurt von Steinkeller. Im Dreißigjährigen Krieg wurde die Wüste Sieversdorf 1628 von kaiserlichen Kroaten gebrandschatzt. 1641 existierten ein Vorwerk und eine Schäferei, während der Krug wüst lag. In einer auf den 25. März 1662 datierten Urkunde wurde erstmals der Geschehof erwähnt. Leonhard Ruhlen erhielt das „am Fließ zu Sieversdorf belegene Wohnhaus“ von Georg Adam von Pfuhl; ihm gehörte Gut Sieversdorf, nebst den Dörfern Buckow, Obersdorf, Möschen, Garzin, Hasenholz, Damsdorf und Münchehofe. 1688 kam die Siedlung einschließlich der Schäferei in den Besitz seines Schwiegersohns Heino Heinrich von Flemming. 1788 kaufte der Oberamtmann des Amtes Chorin Philipp Heinrich Karbe das Flemmingsche Rittergut für 50.000 Taler.

### 19. Jahrhundert

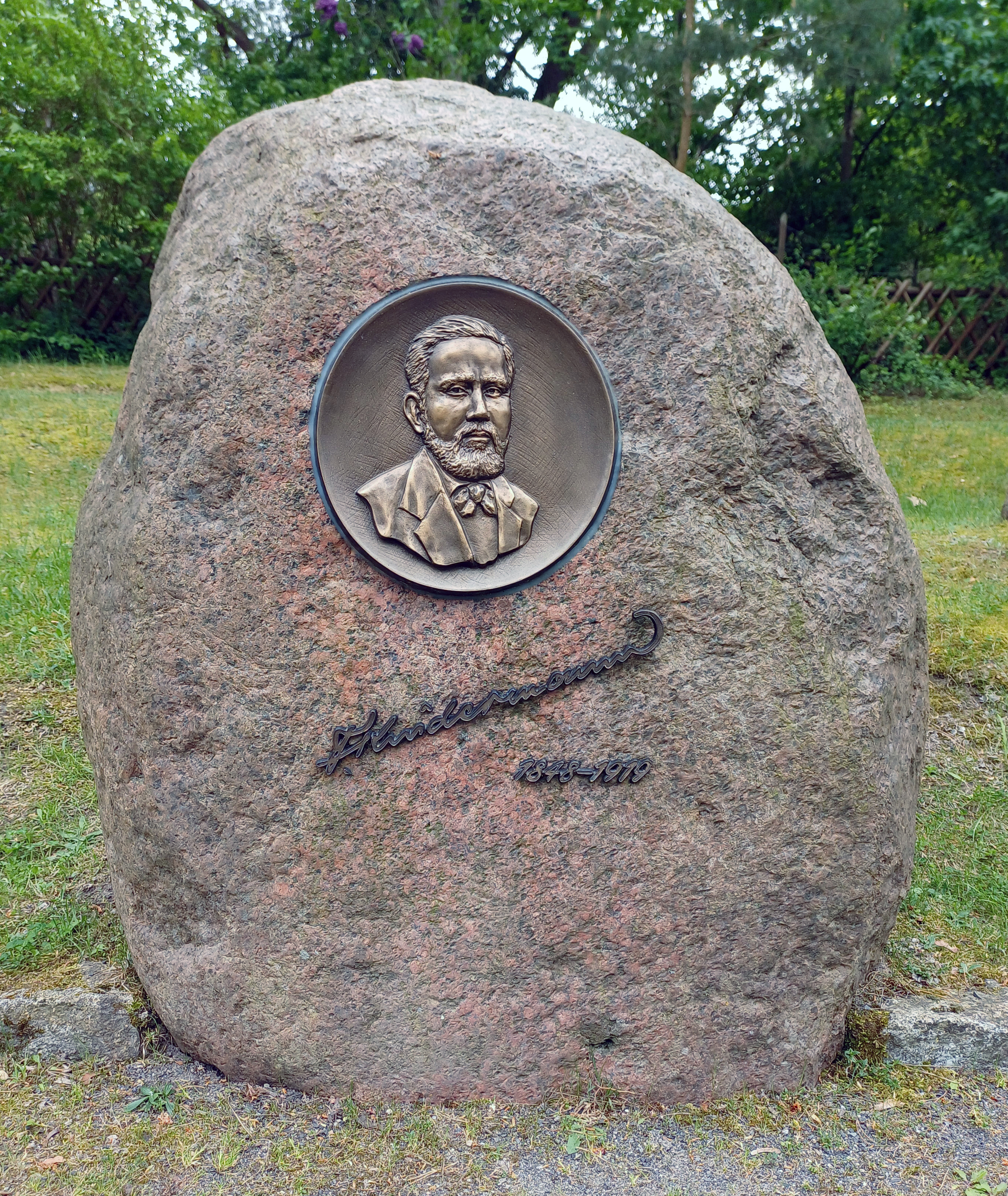
Gedenkstein für Ferdinand Kindermann in Waldsieversdorf

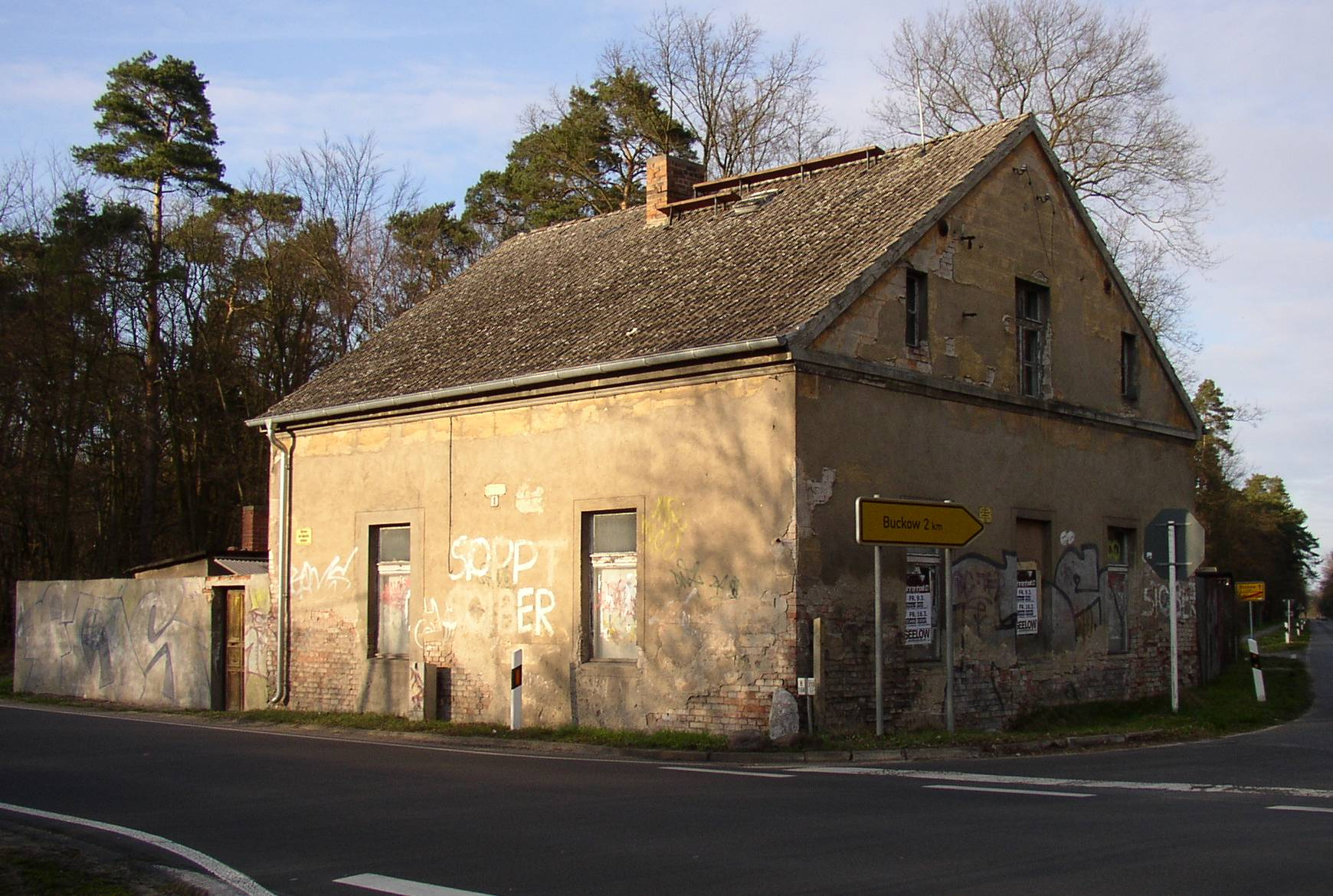
Chausseehaus an der Bundesstraße 168.

Am 13. Mai 1824 weihte man den Waldfriedhof ein. Um 1835 erfolgte der Anschluss an die Poststraße, die von Müncheberg über Prötzel nach Eberswalde führt. Rund fünf Jahre später entstand das Chausseehaus. In dieser Zeit stellte man auch die Postmeilensäule auf. Ab dem 14. April 1856 wurde die Wüste Sieversdorf als selbstständige Gemeinde verwaltet. In den Tagen vom 17. bis zum 22. September 1863 war die Region Schauplatz eines Königsmanövers, das unter der Leitung von Wilhelm I. durchgeführt wurde. Am 9. Mai 1868 brannte das Vorwerk bis auf wenige Nebengebäude ab; es wurde noch im gleichen Jahr wieder aufgebaut. 1878 erhielt die Straße nach Buckow ein Pflaster. Eine Steuererhebung aus dem Jahr 1880 wies 34 Häuser aus.
1889 erwarb der Fabrikant Ferdinand Kindermann die Priestermühle in Wüste Sieversdorf mitsamt 250 Morgen Land und gründete auf dieser Fläche ab 1895 eine Villenkolonie, die 1897 über eine Kleinbahn mit Müncheberg und Buckow verbunden wurde. Einige der alten Villen sind heute noch erhalten, beispielsweise die Turmvilla an der Seestraße aus dem Jahr 1905, das erste Haus Kindermanns. Gleiches gilt für das Sanatorium Waldsieversdorf. Er gilt als Begründer der Kolonie und damit auch als Gründer von Waldsieversdorf. Für 1891 gehörten unter dem Begriff Wüste-Sieversdorf große Teile der Ortsgemarkung als Gutsareal zu Schloss Buckow gehörend den Gebrüdern Felix, Edmund und dem Diplomaten Albert Grafen von Flemming auf Buckow. Graf Albert war Wirklicher Geheimer Rat, Mitglied des Preußischen Herrenhauses, verheiratet mit Armgard von Arnim-Wiepersdorf, Tochter der bekannten Künstlerin Bettina und des Achim von Arnim. Das Paar hatte zwei nicht mittelbar erbberechtigte Töchter, so fiel später das Besitztum an eine verwandte Linie, der Familie von Flemming-Zebbin (Sibin/Pommern).

### 20. Jahrhundert
Im Jahr 1905 wurde Georg Hansen der erste Bürgermeister von Wüste-Sieversdorf. Diese Funktion hatte er bis 1936 inne, woraufhin er zum ersten Altbürgermeister des Landkreises Lebus ernannt wurde. Im Ort lebten zu dieser Zeit 268 Einwohner. Ein Jahr später leitete mit Pastor Hemmerling der erste Pfarrer die nun selbstständige Kirchengemeinde. Am 26. Januar 1907 wurde der Ort auf Bestreben Kindermanns in Wald-Sieversdorf umbenannt. Ein Jahr später baute man die Waldsieversdorfer Schule und gründete die Freiwillige Feuerwehr.
1910 wurde das Herrenhaus der von Flemmings an der Ebenswalder Chaussee errichtet. Waldsieversdorf gehörte zur Herrschaft Buckow, einem der zehn größten Gutsbesitzungen in der gesamten Provinz Brandenburg und zu dieser Zeit ein Familienfideikommiss, später ein umgewandelter Schutzforst. Letzter Eigentümer war Dr. jur. Hans von Flemming-Zebbin-Buckow (1873–1954). Er war auch der Bauherr des genannten Herrenhauses. Dr. von Flemming unterstützte den örtlichen Sportverein, investierte in neue Werkwohnungen vor Ort und offerierte zeitweise seinen Hauptwohnsitz von Buckow nach Waldsieversdorf zu verlegen. In der wohl größten Ausdehnung kurz vor der großen Wirtschaftskrise 1929 hatte der Flemmingsche Herrschaft Buckow-Waldsieversdorf nach dem letztmals publizierten Landwirtschaftlichen Adressbuch 1929 etwa 6240 ha Land und war an Graf zu Dohna verpachtet.
1914 wurde das private Pädagogium Waldsieversdorf gegründet und sogar im Militär-Wochenblatt beworben. 1922 erfolgte die Einweihung einer Kapelle, die zuvor als Schafstall gedient hatte. 1925 zählte man bereits 621 Einwohner.
Am 13. Mai 1933 weihte man das Kriegerdenkmal für die Gefallenen aus dem Ersten Weltkrieg ein. In der Zeit des Nationalsozialismus diente das Sanatorium als Reichsführerinnenschule dem weiblichen Arbeitsdienst. Die Einwohnerzahl stieg weiter und lag im Jahr 1939 bei 776 Bürgern. Hinzu kamen Kurgäste und Wochenendreisende, die von einem eigens gegründeten Verkehrsverein betreut wurden. In den Folgejahren blieb auch dieser Ort nicht von den Auswirkungen des Zweiten Weltkrieges verschont. Am 18. April 1945 räumte man den Ort; viele Einwohner starben durch Suizid, indem sie ihre Häuser anzündeten oder sich im Däbersee ertränkten. Am 21. April 1945 marschierte die Rote Armee ein.
Bedingt durch den Zweiten Weltkrieg konnte das 50-jährige Ortsjubiläum im Jahr 1945 nicht gefeiert werden. Es stieg die Einwohnerzahl stark an, als 1946 mehr als 100 Umsiedler nach Wald-Sieversdorf gelangten. Während der Bodenreform enteignete man den von Flemmingschen Grundbesitz mit einer Gesamtfläche von 2867 Hektar; 250 Hektar davon erhielten Neubauern. Deren Siedlungshäuser am Bahnübergang aus den Jahren 1947 und 1948 baute man in den Jahren 1952 und 1953 um und nutzte sie fortan als Kinderheim für Mädchen.
Das westlich von Waldsieversdorf gelegene Rote Luch war von 1953 an Hauptstationierungsort für das Nachrichtenregiment 14 (NR-14) und die Kompanie Chemische Abwehr 14 der NVA-Luftstreitkräfte. Mit der Außerdienststellung der NVA im Jahre 1990 wurde die Kompanie aufgelöst. Das NR-14 wurde in die 5. Luftwaffendivision der Bundeswehr übernommen, in Fernmeldeabteilung 14 umbenannt und 1993 aufgelöst.
1949 belegte die NDPD das Sanatorium Waldsieversdorf und richtete dort ihre Zentrale Parteischule ein. 1954 entstand die achtklassige Zentralschule. Ein Jahr später eröffnete das Volksbad am Großen Däbersee. In diesem Jahr ersetzte man auch die Haltestelle der Kleinbahn durch ein massives Gebäude mit einer Wartehalle und einer Fahrkartenausgabe. 1964, die Gemeinde zählte nun 1144 Einwohner, konnte die Kirchengemeinde eine Feierhalle am Friedhof errichten – die Aufbewahrung von Leichen im Feuerwehrhaus gehörte damit der Vergangenheit an. Im Juli 1978 feierte man das erste Jägerfest und begründete damit eine Tradition, die auch im 21. Jahrhundert besteht.
Nach der Wende wurde im Jahr 1993 das Denkmal für die Opfer des Faschismus für die Opfer der Kriege umgewidmet. Ein Jahr später begann man mit der Verlegung einer Erdgasleitung, ein weiteres Jahr später mit dem Ausbau des Abwasser- und Telefonnetzes. Die Kindermannsche Villenkolonie feierte am 4. September 1995 ihr 100-jähriges Bestehen. Zu dieser Zeit erhielt die Gemeinde auch das heute noch gültige Ortswappen, ein Geschenk von Franz Heinze. Der nach der Wende zunächst rückläufige Tourismus erholte sich nach und nach. Weiteren Auftrieb erhielt er, nachdem Waldsieversdorf am 6. Januar 1996 die Auszeichnung „Staatlich anerkannter Erholungsort“ erhielt. Im gleichen Jahr erreichte das Dorf den 4. Platz im Wettbewerb des Landkreises „Unser Dorf soll schöner werden“. In den folgenden Jahren sanierte man den Wasserturm und weihte ihn am 24. Juli 1998 neu ein.

### 21. Jahrhundert
Die Schule bestand bis 2000 – der letzte Schultag war der 19. Juli 2000. Seit 2010 wird es als Kultur-, Ausstellungs- und Tourismuszentrum des Ortes genutzt. Im September 2001 schloss man den vorläufigen Ausbau des Straßennetzes ab. Das Jägerfest feierte am 25. Juli 2002 sein 25-jähriges Jubiläum. Ein Jahr später, am 12. April 2003 weihte man den Lindenplatz am alten Sägewerk ein. Im gleichen Jahr konnte das Denkmal „Opfer der Kriege“ eingeweiht werden; Waldsieversdorf feierte am 23. Juli 2003 mit einer Festveranstaltung sein 750-jähriges Bestehen. 2007 eröffnete man die Wassertretstelle im Stöbber. Am 19. Juni 2008 enthüllte die Gemeinde einen Findling, der an Kindermann erinnert. Außerdem gestaltete man die Kriegsgräberstätte auf dem Friedhof neu. 2009 wurden das Alte Wasserwerk, die Margaretenquelle sowie der Wasserturm als technisches Denkmal bestätigt. Das John-Heartfield-Haus eröffnete am 4. Juli 2010 und zeigt seit dieser Zeit eine Dauerausstellung des Künstlers.

### Verwaltungsgeschichte
Waldsieversdorf gehörte ab 1817 zum Kreis Lebus in der Provinz Brandenburg und ab 1952 zum Kreis Strausberg im DDR-Bezirk Frankfurt (Oder). Seit 1993 liegt die Gemeinde im brandenburgischen Landkreis Märkisch-Oderland.

## Bevölkerungsentwicklung
| Jahr | Einwohner |
| ---- | --------- |
| 1875 | 0 059     |
| 1890 | 0 065     |
| 1910 | 0 378     |
| 1925 | 0 678     |
| 1933 | 0 583     |
| 1939 | 0 776     |

| Jahr | Einwohner |
| ---- | --------- |
| 1946 | 0 830     |
| 1950 | 1 079     |
| 1964 | 1 144     |
| 1971 | 1 060     |
| 1981 | 1 095     |
| 1985 | 1 067     |

| Jahr | Einwohner |
| ---- | --------- |
| 1990 | 1 042     |
| 1995 | 1 075     |
| 2000 | 0 944     |
| 2005 | 1 254     |
| 2010 | 0 921     |
| 2015 | 0 819     |

| Jahr | Einwohner |
| ---- | --------- |
| 2020 | 833       |
| 2021 | 833       |
| 2022 | 869       |
| 2023 | 866       |
| 2024 | 878       |

 Gebietsstand des jeweiligen Jahres, Einwohnerzahl: Stand 31. Dezember (ab 1991), ab 2011 auf Basis des Zensus 2011, ab 2022 auf Basis des Zensus 2022

## Politik

### Gemeindevertretung
Die Gemeindevertretung von Waldsieversdorf besteht aus 10 Gemeindevertretern und dem ehrenamtlichen Bürgermeister. Die Kommunalwahl am 26. Mai 2019 führte zu folgendem Ergebnis:
| Wählergruppe        | Sitze 2003 | Sitze 2008 | Sitze 2014 |  | Sitze 2019 | Stimmenanteil 2019 |
| ------------------- | ---------- | ---------- | ---------- |  | ---------- | ------------------ |
| Für Waldsieversdorf | –          | –          | 4          |  | 6          | 53,8 %             |
| Parteilose Bürger   | 5          | 4          | 3          |  | 3          | 29,0 %             |
| Liste Feuerwehr     | –          | –          | 1          |  | 1          | 17,2 %             |
| Offene Wählergruppe | –          | –          | 2          |  | –          | –                  |
| Einzelbewerber      | 5          | 6          | –          |  | –          | –                  |
| Insgesamt           | 10         | 10         | 10         |  | 10         | 100 %              |

### Bürgermeister
- 1982–1989: Franz Heinrich[17]
- 1990–1993: Manfred Mattauch[17]
- 1994–1999: Erich Ritter[17]
- 1999–2008: Manfred Werner[17]
- 2008–2014: Holger Landsmann[18]
- 2014–2021: Dietmar Ehm (Wählergruppe Parteilose Bürger)[19]
- seit 2021: Rainer Bertram (Für Waldsieversdorf)

Ehm wurde in der Bürgermeisterwahl am 26. Mai 2019 ohne Gegenkandidat mit 81,2 % der gültigen Stimmen für eine weitere Amtszeit von fünf Jahren gewählt. Er verstarb im August 2021.
Rainer Bertram wurde am 16. Dezember 2021 durch die Gemeindevertretung für die verbleibende Amtsperiode zu seinem Nachfolger gewählt.

Bertram wurde in der Bürgermeisterwahl am 9. Juni 2024 ohne Gegenkandidat mit 69,5 % der gültigen Stimmen für eine weitere Amtszeit von fünf Jahren zum ehrenamtlichen Bürgermeister wiedergewählt.

### Wappen
| Wappen von Waldsieversdorf | Blasonierung: „In Grün auf goldenem Boden ein rot-fundamentierter und rot-gezinnter silberner Turm mit schwarzer Tür und schwarzen Rundbogenfenstern, beseitet von je einem goldenen Lindenblatt.“ |
| Wappen von Waldsieversdorf | Das Wappen wurde am 18. August 1995 durch das Ministerium des Innern genehmigt. |

### Flagge
„Die Flagge ist Rot - Weiß - Rot (1:2:1) gestreift und mittig mit dem Gemeindewappen belegt.“

## Sehenswürdigkeiten und Kultur

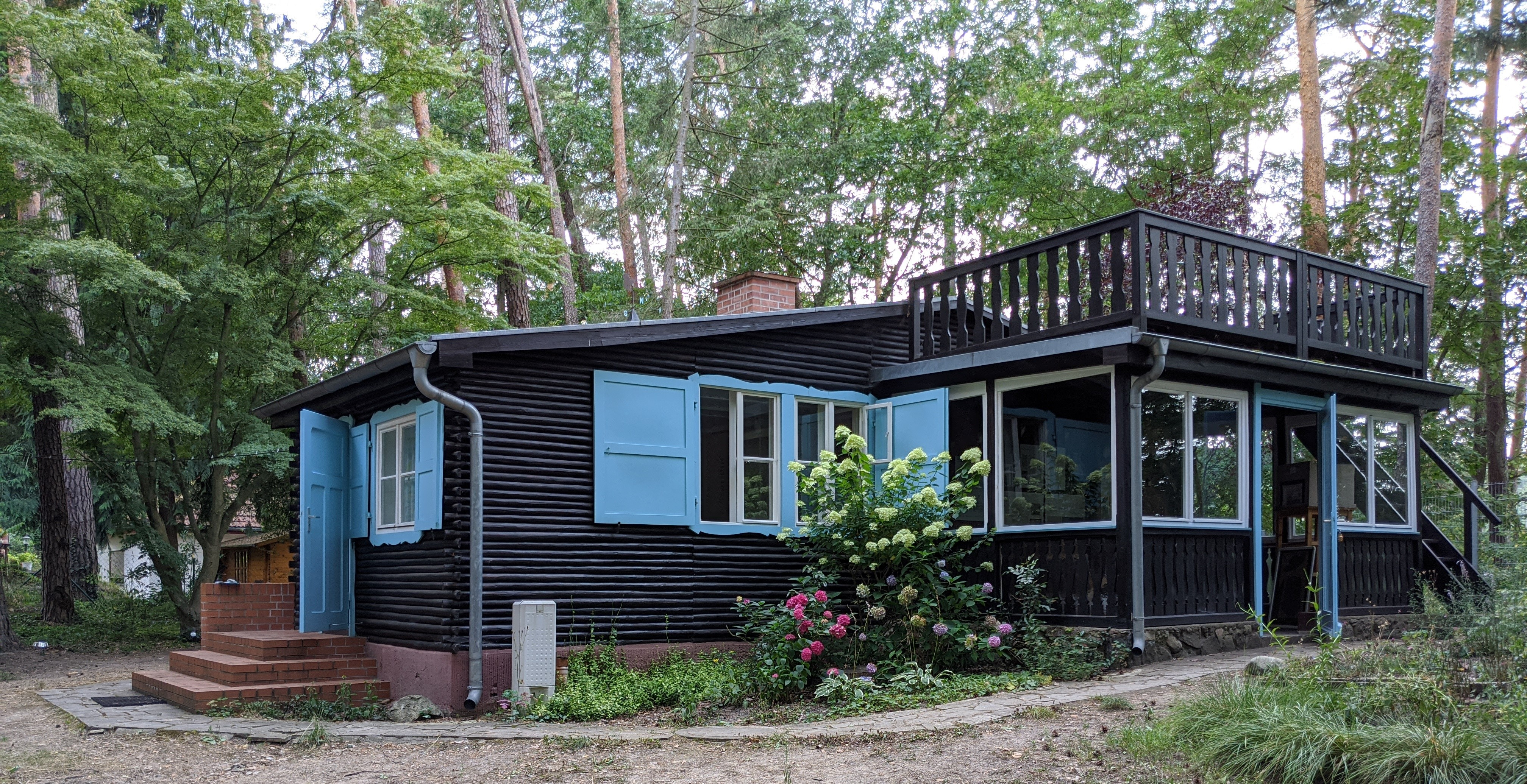
John-Heartfield-Haus aus dem Jahr 1957

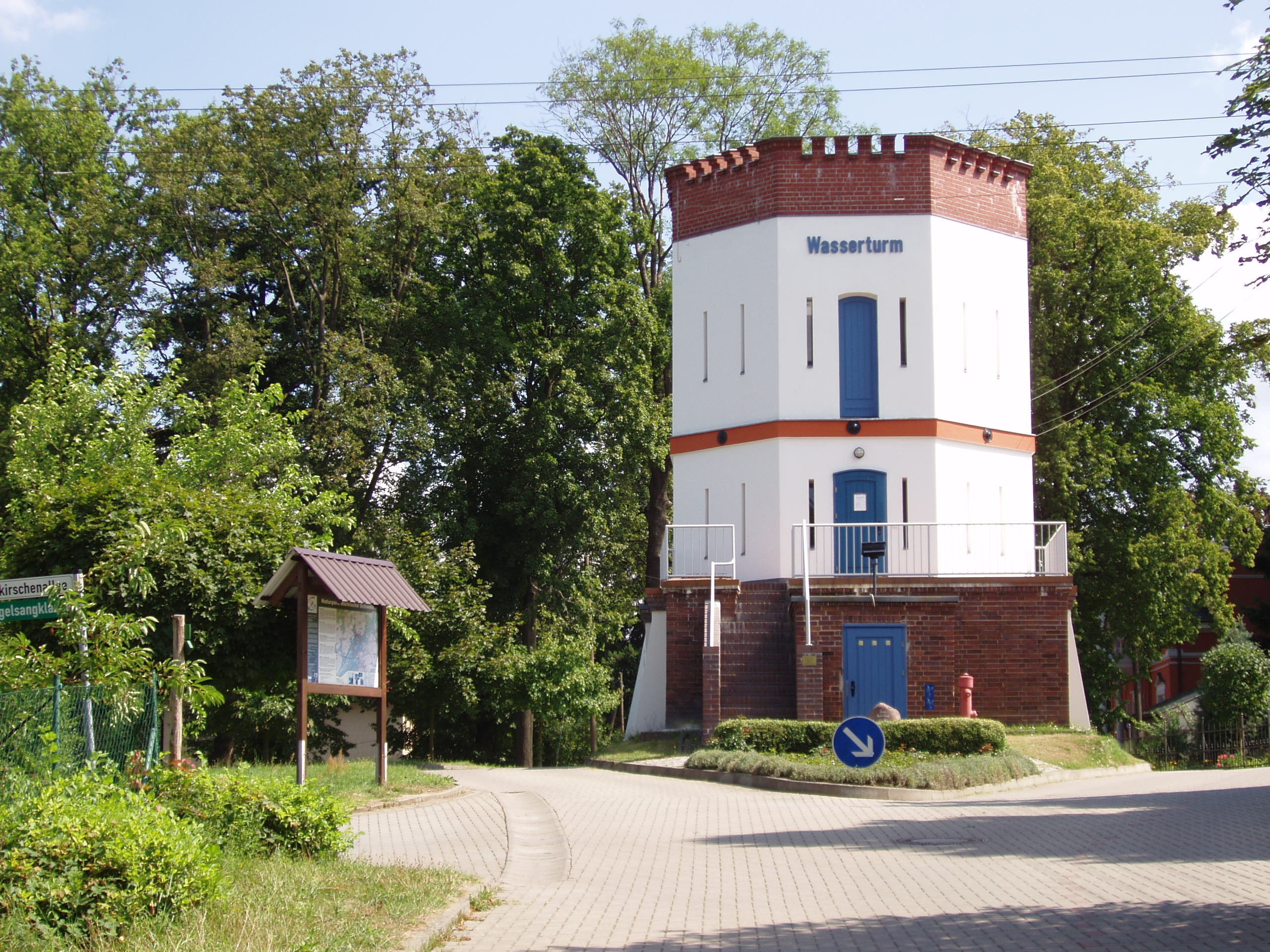
Wasserturm aus dem Jahr 1897, heute Aussichtsturm

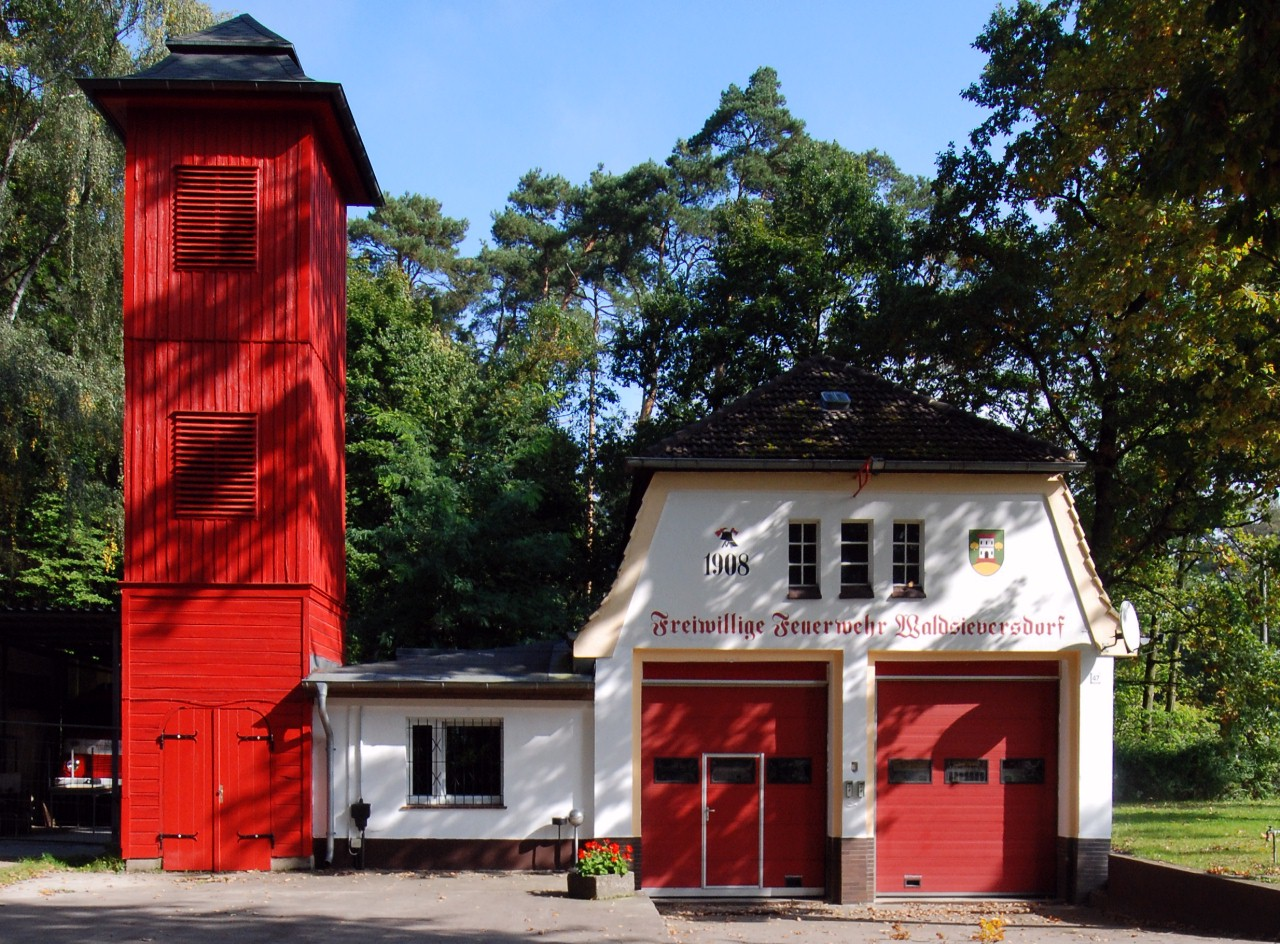
Feuerwehrhaus, heute nicht mehr in Betrieb.

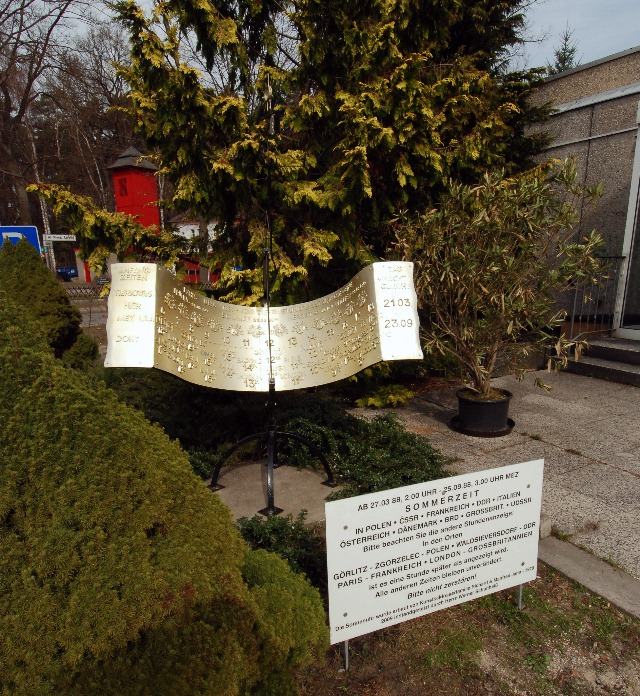
Sonnenuhr, Handwerksarbeit des Kunstschmieds Richard Jahn aus dem Jahr 1979

In der Liste der Baudenkmale in Waldsieversdorf stehen die in der Denkmalliste des Landes Brandenburg eingetragenen Baudenkmale.
- John-Heartfield-Haus, Sommersitz des Fotomontagekünstlers John Heartfield. Heartfield hatte auf Anregung Brechts, welcher selbst einen Sommersitz im benachbarten Buckow erworben hatte, ein Sommerhaus in Waldsieversdorf gekauft und nutzte es von 1957 bis zu seinem Tod 1968. Die Gemeinde erwarb das Haus 2008 und rekonstruierte es 2010. Es wird vom Freundeskreis John Heartfield-Waldsieversdorf e. V. betrieben, so dass es heute als Museum zur Verfügung steht.[27]
- Wasserturm Waldsieversdorf, entstand um 1900 nach Plänen von Ferdinand Kindermann. Er fasste rund 70000 Liter Wasser und versorgte die Gemeinde bis in die 1990er Jahre mit Trinkwasser. Gespeist wurde er ab 1929 vom Wasserwerk nördlich der Dahmsdorfer Straße. Zuvor wurde die Margaretenquelle, benannt nach der Tochter Kindermanns, für die Wasserversorgung in Anspruch genommen. Zu Ehren Kindermanns stellte die Gemeinde zu seinem 160. Geburtstag im Jahr 2008 einen Gedenkstein an der Dahmsdorfer Straße/Ecke Geschwister-Scholl-Straße auf.
- Sonnenuhr des Kunstschmieds Richard Jahn an der Wilhelm-Pieck-Straße, Ecke Sauerkirschenallee, entstand in rund 1000 Stunden Handarbeit und wurde am 1. Mai 1979 aufgestellt. Eine weitere Uhr befindet sich in der Dahmsdorfer Straße 28. Der ehemalige Vorsitzende des Heimatvereins und Uhrmacher Franz Heinze schuf eine mit Blumen bepflanzte Uhr mit einem funktionstüchtigen Uhrwerk im Keller des Hauses.
- Postmeilensäule an der Bundesstraße 168, wurde anlässlich der Poststraße von Müncheberg nach Eberswalde im Jahr 1840 errichtet. Ursprünglich stand sie 7,5 Kilometer weiter nördlich.
- Ehrenmal an der Ecke Dahmsdorfer Straße/Geschwister-Scholl-Straße für die Opfer der Kriege, das ursprünglich den Opfern des Faschismus galt, umgewidmet 1993/94, mit einem Gedenkstein für den Offizier und Widerstandskämpfer Hans-Alexander von Voss.
- Thälmannhain an der Einmündung der Wilhelm-Pieck-Straße in die Dahmsdorfer Straße, der an den im KZ Buchenwald ermordeten Arbeiterpolitiker erinnern soll. Eine Büste und eine Inschrift wurden nach 1990 entfernt.

Regelmäßige Veranstaltungen
Das alljährlich seit 1978 stattfindende Jägerfest wird im Monat Juli am jeweils letzten Wochenende von Donnerstag bis Sonntag von der Gemeinde veranstaltet. Daneben gibt es ein Maibaumeinsingen, ein Brunnenkonzert, einen 4-Seen-Triathlon, ein Serenadenkonzert im Wald sowie ein Herbst- und Weihnachtsfest.

## Verkehr
Die Bundesstraße 168 zwischen Prötzel und Müncheberg durchquert das Gemeindegebiet.
Der Bahnhof Waldsieversdorf liegt an der Buckower Kleinbahn. Der reguläre Personenverkehr wurde 1998 eingestellt. Seit 2002 wird die Strecke als Museumsbahn betrieben.

## Persönlichkeiten
- Julius Carl Raschdorff (1823–1914), Architekt, entwarf den Berliner Dom
- Ferdinand Kindermann (1848–1919), Industrieller, Begründer der Gemeinde
- Adolf von Seckendorff (1857–1941), General der Infanterie im Ersten Weltkrieg
- Karl Pflug (1880–1945), Pädagoge und Politiker, leitete ab 1940 das 1914 gegründete Pädagogium Waldsieversdorf
- John Heartfield (1891–1968), Grafiker und Fotomontagekünstler, lebte in Waldsieversdorf
- Thomas Victor Adolph (1914–1997), NDR-Direktor in Flensburg und Kiel, besuchte als Schüler bis Sommer 1931 das Pädagogium Waldsieversdorf
- Ralf Dahrendorf (1929–2009), Soziologe, Publizist und Politiker, besuchte um 1943 als Schüler das Pädagogium Waldsieversdorf